# Кардіомаркер
Кардіомаркери, серцеві маркери — це біомаркери, що вимірюються для оцінки функції серця. Вони можуть бути корисними для раннього прогнозування або діагностики захворювання. Хоча їх часто обговорюють у контексті інфаркту міокарда, інші стани також можуть призвести до підвищення рівня серцевих маркерів.
Кардіомаркери використовуються для діагностики та стратифікації ризику пацієнтів з болем у грудях та підозрою на гострий коронарний синдром, а також для лікування та прогнозування пацієнтів із такими захворюваннями, як гостра серцева недостатність.
Більшість перших ідентифікованих маркерів були ферментами, і тому іноді використовується термін «серцеві ферменти». Однак не всі маркери, що використовуються наразі, є ферментами, наприклад тропонін.

## Медичне використання
Вимірювання серцевих біомаркерів може бути кроком до постановки діагнозу. Хоча кардіологічна візуалізація часто підтверджує діагноз, простіші та дешевші тести на серцеві біомаркери можуть підказати лікареві, чи потрібні складніші або інвазивніші процедури. У багатьох випадках медичні товариства радять лікарям використовувати вимірювання біомаркерів як початкову стратегію тестування, особливо для пацієнтів з низьким ризиком серцевої смерті.
Багато продуктів для швидкого визначення серцевого маркера орієнтовані на нетрадиційні ринки, наприклад, на відділення невідкладної допомоги, а не на традиційні лікарняні чи клінічні лабораторії. Конкуренція у розробці діагностичних тестів серцевих маркерів та їхньому виході на нові ринки є жорсткою.
Дослідження з використанням руйнування міокарда за допомогою алкогольної септальної абляції призвело до виявлення додаткових потенційних маркерів.

## Типи
Типи серцевих маркерів включають наступне:
| Тест                                         | Чутливість та специфічність and specificity | Приблизний пік концентрації | Опис |
| -------------------------------------------- | --- | --------------------------- | --- |
| Тропонін                                     | Найчутливіший і найспецифічніший тест для виявлення ушкодження міокарда. Оскільки він має вищу специфічність порівняно з КК-МВ, тропонін складається з трьох білків — тропоніну C, кардіального тропоніну I та кардіального тропоніну T. Особливо тропонін I має високу афінність до ушкодження міокарда. | 12 годин                    | Тропонін вивільняється під час інфаркту міокарда з цитозолю міоцитів. Його подальше вивільнення триває внаслідок деградації актинових і міозинових філаментів. Ізоформи білка, Т і I, є специфічними для міокарда. Диференціальна діагностика підвищення тропоніну включає гострий інфаркт, тяжку тромбоемболію легеневої артерії з гострим перевантаженням правого шлуночка, серцеву недостатність, міокардит. Тропоніни також можна використовувати для оцінки розміру інфаркту, але пік концентрації необхідно вимірювати на 3 добу. Після ушкодження міоцитів тропонін вивільняється через 2–4 години і зберігається в крові до 7 днів. Нормальні значення: тропонін I <0,3 нг/мл і тропонін T <0,2 нг/мл. У пацієнтів із неважким безсимптомним стенозом аортального клапана та без явної ішемічної хвороби серця підвищений рівень тропоніну T (понад 14 пг/мл) асоціювався з підвищеним п'ятирічним ризиком ішемічних серцевих подій (інфаркт міокарда, черезшкірне коронарне втручання або аортокоронарне шунтування). |
| КФК-МВ                                       | Відносно специфічний, якщо немає ураження скелетних м'язів. | 10–24 годин                 | Ізоформа МВ креатинфосфокінази експресується в серцевому м'язі. Вона знаходиться в цитозолі та сприяє переносу високоенергетичних фосфатів у мітохондрії та з них. Оскільки вона має коротку тривалість дії, її не можна використовувати для пізньої діагностики гострого інфаркту міокарда, але можна застосовувати для виявлення розширення інфаркту, якщо рівень знову підвищується. Зазвичай повертається до норми протягом 2–3 днів. Нормальний діапазон — 2–6 нг/мл. |
| Лактатдегідрогіназа (ЛДГ)                    | Специфічність нижче, ніж у тропонину | 72 години                   | Лактатдегідрогеназа каталізує перетворення пірувату на лактат. Ізофермент ЛДГ-1 зазвичай знаходиться в серцевому м'язі, а ЛДГ-2 переважно у сироватці крові. Високе співвідношення ЛДГ-1 до ЛДГ-2 свідчить про інфаркт міокарда. Рівень ЛДГ також підвищується при руйнуванні тканин або гемолізі. Це може вказувати на злоякісну пухлину, менінгіт, енцефаліт або ВІЛ. Зазвичай рівень ЛДГ повертається до норми через 10–14 днів. |
| Аспартатамінотрансфераза (АСТ)               | |                             | Перший кардіомаркер. Не специфічний для ураження серцевого м'яза, один з печінкових маркерів. |
| Міоглобін (Мб)                               | Низька специфічність для інфаркту міокарда | 2 години                    | Міоглобін використовується рідше, ніж інші маркери. Він є основним агентом, що переносить кисень у м'язовій тканині. Його рівень підвищується при ушкодженні м'язової тканини, але він не є специфічним. Його перевагою є дуже швидка реакція: він підвищується і знижується раніше, ніж КФК-МВ або тропонін. Також його використовували для оцінки реперфузії після тромболізису. |
| Ішемічно-модифікований альбумін (ІМА)        | Низька специфічність |                             | ІМА можна виявити за допомогою тесту на зв'язування альбуміну з кобальтом (ACB), що є обмежено доступним і схваленим FDA аналізом. Ішемія міокарда змінює N-кінцеву ділянку альбуміну, знижуючи здатність кобальту зв'язуватися з ним. ІМА вимірює ішемію у кровоносних судинах, тому результати отримують за лічені хвилини, на відміну від традиційних маркерів некрозу, які потребують кількох годин. Тест ACB має низьку специфічність, що призводить до великої кількості хибнопозитивних результатів, тому його слід використовувати разом із типовими гострими методами, такими як ЕКГ та фізикальне обстеження. Потрібні додаткові дослідження. |
| Пропептид мозкового натрійуретичного гормону | |                             | Цей показник підвищується у пацієнтів із серцевою недостатністю. NT-proBNP був затверджений як маркер гострої застійної серцевої недостатності. У пацієнтів з рівнем < 80 спостерігається значно вищий рівень безсимптомного виживання протягом року. Як правило, пацієнти із ХСН (хронічною серцевою недостатністю) мають рівень > 100. У пацієнтів із неважким безсимптомним аортальним стенозом клапану підвищені віково- та статево скориговані рівні N-термінального пропептиду мозкового натрійуретичного гормону мозку (NT-proBNP) — як самостійно, так і в поєднанні зі збільшенням на 50 % або більше від базового рівня — пов'язані зі збільшенням кількості подій, пов'язаних із аортальним стенозом (серцево-судинна смерть, госпіталізація через серцеву недостатність внаслідок прогресування аортального стенозу або хірургічна заміна аортального клапана). |
| Глікогенфосфорилаза ізоензим BB              | 0.854 та 0.767 | 7 годин                     | Глікогенфосфорилаза ізоензим BB (скорочено: GPBB) є однією з трьох ізоформ глікогенфосфорилази. Ця ізоформа ферменту міститься в тканинах серця (міокарді) та мозку. Через наявність гематоенцефалічного бар'єру GPBB вважається специфічною для серцевого м'яза. GPBB належить до так званих «нових кардіальних маркерів», які покликані покращити ранню діагностику при гострому коронарному синдромі. Під час ішемії GPBB переходить у розчинну форму та вивільняється в кров. Швидке підвищення рівня в крові спостерігається при інфаркті міокарда та нестабільній стенокардії. GPBB підвищується вже через 1–3 години після початку ішемії. |

## Обмеження
Залежно від маркера, підвищення його рівня в крові може зайняти від 2 до 24 годин. Крім того, визначення рівнів серцевих маркерів у лабораторії, як і багато інших лабораторних вимірювань, потребує багато часу. Тому серцеві маркери не є корисними для діагностики інфаркту міокарда в гострій фазі. Клінічна картина та результати ЕКГ є більш доречними в гострій ситуації.
Однак у 2010 році дослідження, проведене в Медичному коледжі Бейлора, показало, що за допомогою діагностичних наночіпів та мазка зі щоки, показники серцевих біомаркерів зі слини можуть разом з показниками ЕКГ визначити протягом кількох хвилин, чи був у людини серцевий напад.
| |
| Порівняння серцевих маркерів у перші години після початку болю в грудях та їх відносна концентрація. |

| |
| Порівняння кардіомаркерів у перші години після початку болю в грудях та кратності порогових значень.. |

|                                                                                    |
| Кінетика кардіомаркерів при інфаркті міокарда з реперфузійною терапією або без неї |

|                                                                                                   |
| Порівняння кардіомаркерів у перші години після початку болю в грудях та їх відносної концентрації |

| |
| Порівняння кардіомаркерів у перші години після початку болю в грудях та кратності порогових значень |

|                                                                                    |
| Кінетика кардіомаркерів при інфаркті міокарда з реперфузійною терапією або без неї |